# Сяяссааре
Сяяссааре (ест. Säässaare) — село в Естонії, входить до складу волості Моосте, повіту Пилвамаа.